# En route vers Manhattan
Pour plus de détails, voir Fiche technique et Distribution.
En route vers Manhattan (The Daytrippers) est un film américano-canadien écrit et réalisé par Greg Mottola, sorti aux États-Unis en 1996 et en salles en France en janvier 1997.

## Synopsis
Eliza, une jeune mariée, fait le ménage dans sa chambre et fait une découverte : une lettre adressée à son mari, Louis, qui pourrait être celle d'une amoureuse. Déconcertée, elle part demander conseil a sa famille. Tous ont une interprétation différente et, en découvrant la vérité sur Louis, se révéleront à eux-mêmes.

## Fiche technique
- Titre : En route vers Manhattan
- Titre original : The Daytrippers
- Réalisation : Greg Mottola
- Scénario : Greg Mottola
- Costumes : Barbara Presar
- Photographie : John Inwood
- Montage : Anne McCabe
- Musique : Richard Martinez
- Production : Steven Soderbergh
- Sociétés de production : Alliance Communications Corporation, Cinépix Film Properties (CFP), Trick Productions
- Pays de production :  États-Unis,  Canada
- Format : 1.85:1 - Super 16 - Couleur (Technicolor) - Son DTS
- Genre : Comédie dramatique
- Durée : 87 minutes
- Dates de sortie : 
  - États-Unis : Janvier 1996 (Slamdance Film Festival)
  - France : 22 janvier 1997
  - Belgique : 29 janvier 1997

## Distribution
- Stanley Tucci : Louis D'Amico
- Hope Davis : Eliza Malone D'Amico
- Pat McNamara : Jim Malone
- Anne Meara : Rita Malone
- Parker Posey : Jo Malone
- Liev Schreiber : Carl Petrovic
- Campbell Scott : Eddie Masler
- Marcia Gay Harden : Libby
- Douglas McGrath : Chap

## Récompenses
- Grand Prix du Jury : Festival de  Deauville 1996